# Улица 9 Января (Воронеж)
Улица 9 Января (ранее Большая Девицкая) — улица в Воронеже. На большей своей части разделяет Советский и Коминтерновский районы города.

## История
Дореволюционное название — Большая Девицкая, которое сейчас продублировано на некоторых домах. Одна из самых протяжённых улиц города (около 9 км), начинающаяся в центре, около здания областной думы и заканчивающаяся на съезде к заводу ВКСМ. После перекрёстка улица переходит в Арбатскую улицу (бывшая улица 9 января в селе Подклетное), а затем в автодорогу местного значения в сторону Семилук. Имеет минимум две полосы движения в каждую сторону, местами — разделительный барьер. Имеет односторонний участок от Кольцовской улицы до путепровода над железной дорогой Воронеж — Курск.
Нумерация домов от 20 дома и заканчивается 314. Ранее улица начиналась от ВГУ, но 16 января 1990 года часть улицы от государственного университета до улицы Кирова была переименована постановлением горисполкома в улицу Платонова. Нумерацию домов менять не стали.

## Транспорт
По улице 9 Января организовано автобусное движение.
В прошлом от Кольцовской улицы до Газовой улицы было организовано трамвайное движение. На улице располагалось трамвайное депо № 1.